# العملاق (الأرض الوسطى)

ترول

العملاق هو كائن خيالي افتراضي موجود في فيلم الهوبيت (بالإنجليزية: The Hobbit)‏ الذي عرض أول جزء له عام 2012 وثاني جزء عام 2013 وثالث جزء عام 2014 وهذا الكائن (العملاق) the troll يصبح حجرا مع بزوغ الشمس.